# Biserica de lemn din Plopșoru

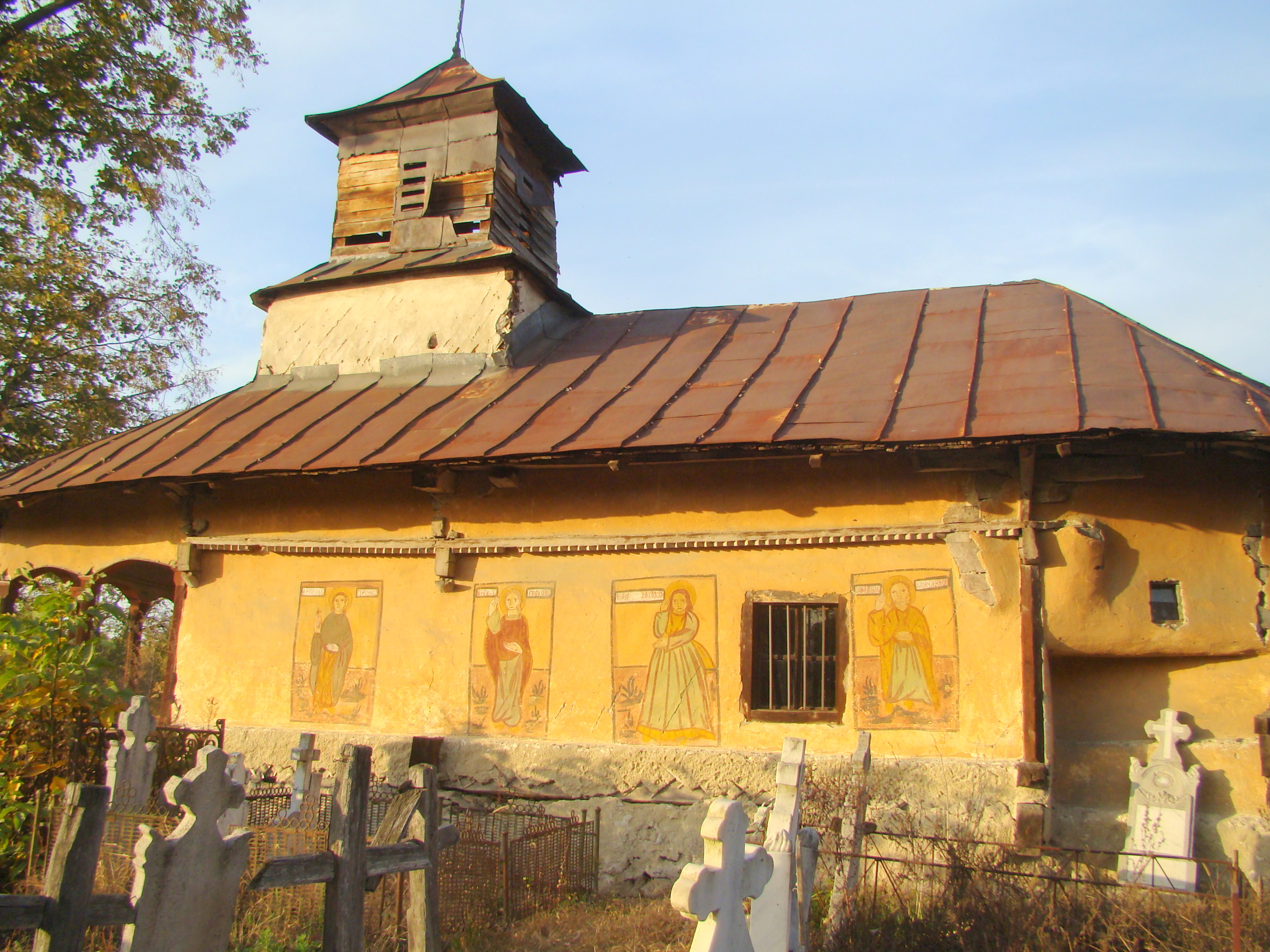
Biserica de lemn „Sfinții Voievozi” din satul Plopșoru, comuna Plopșoru, județul Gorj, foto: octombrie 2018.

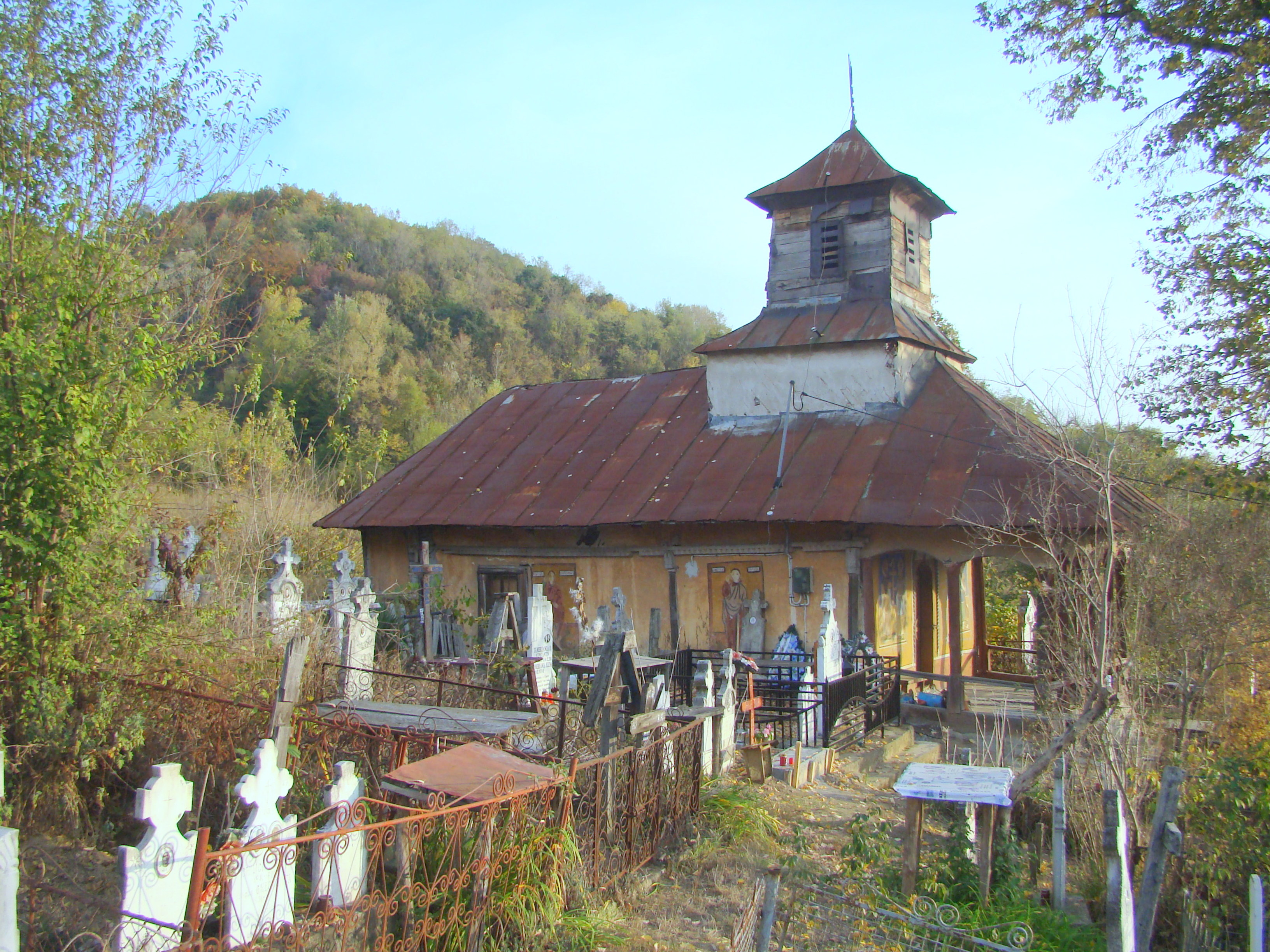
Biserica (nord)

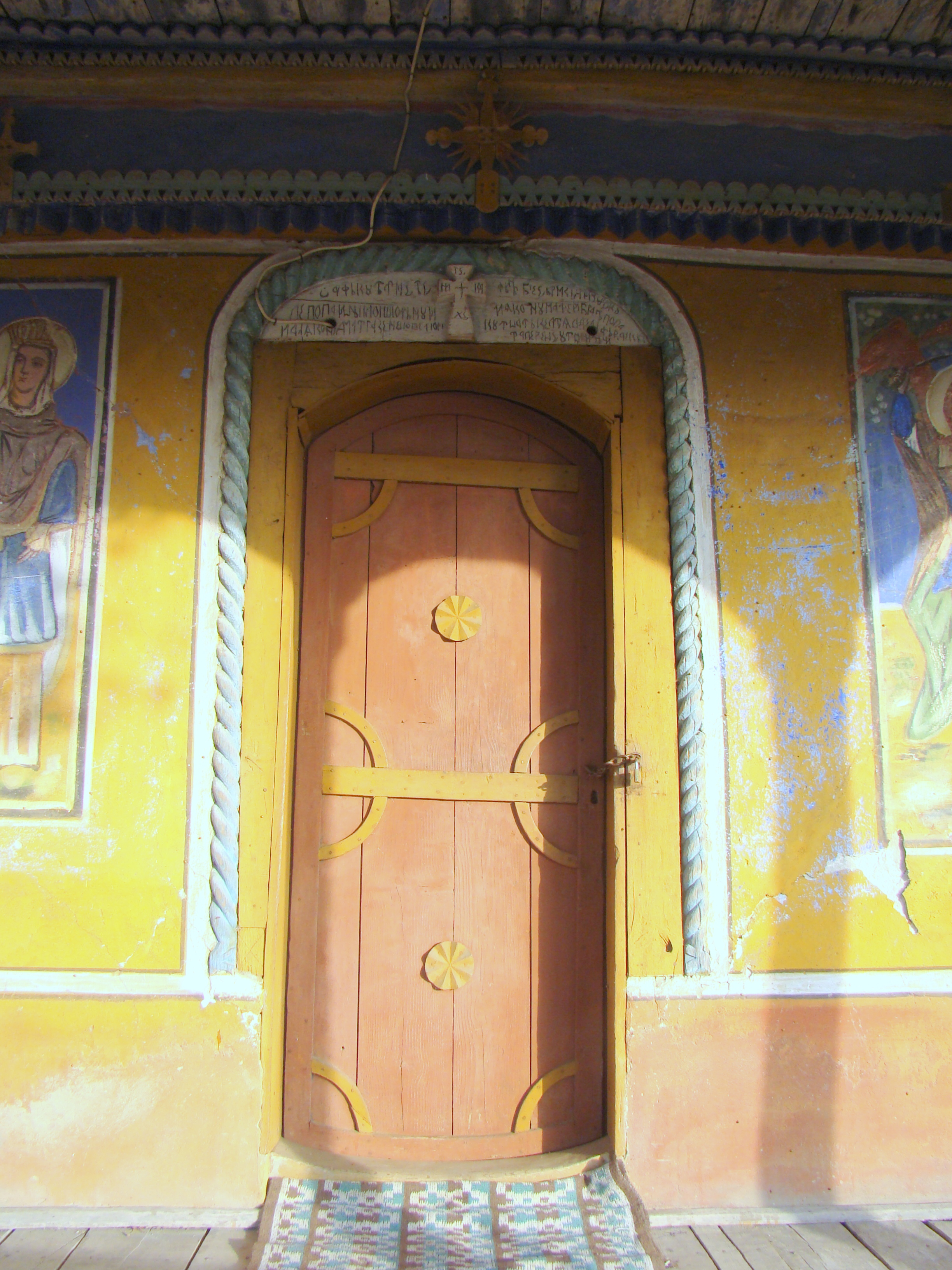
Ancadramentul intrării

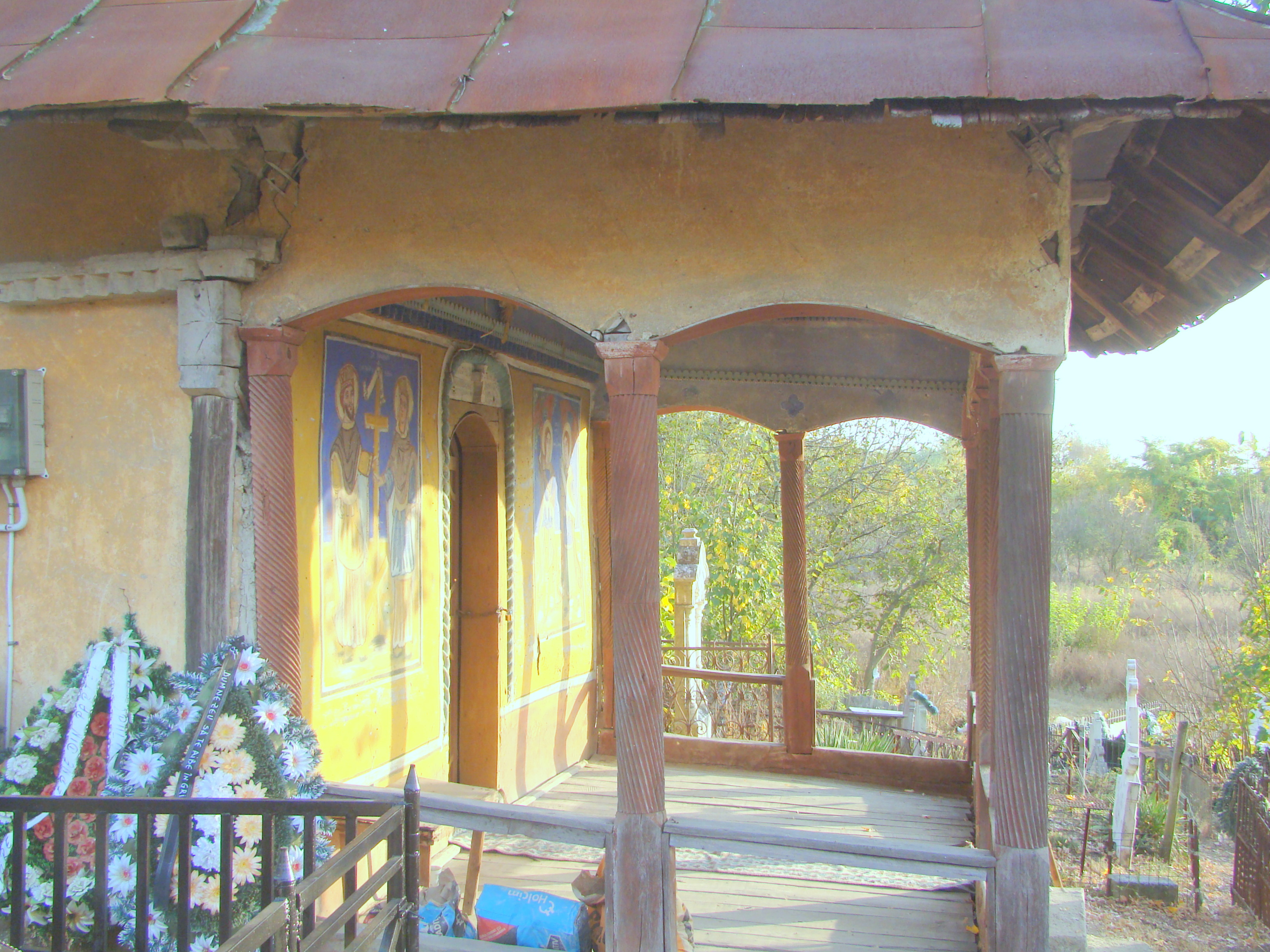
Prispa de pe latura de vest, adăugată la 1861

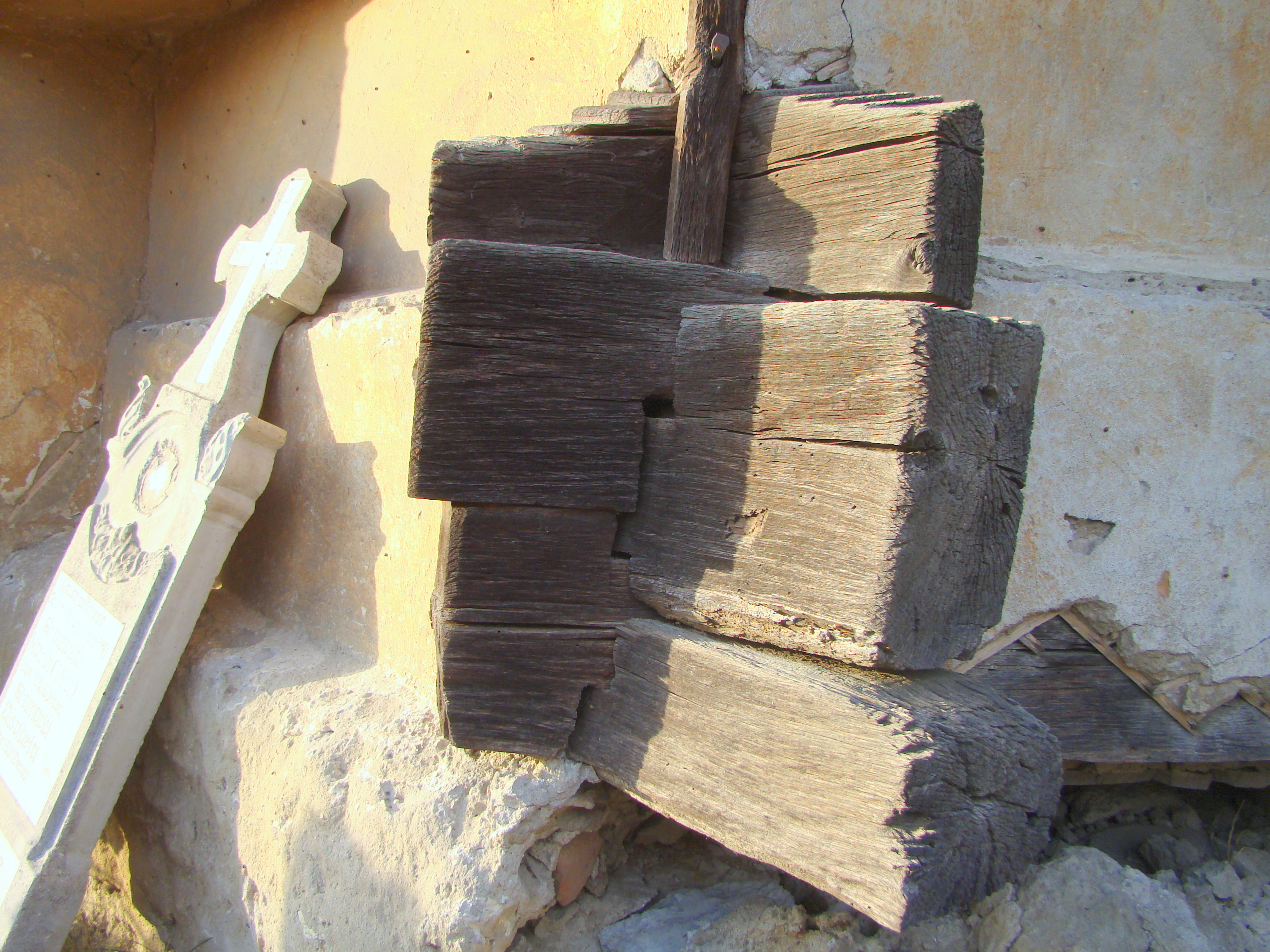
Îmbinări

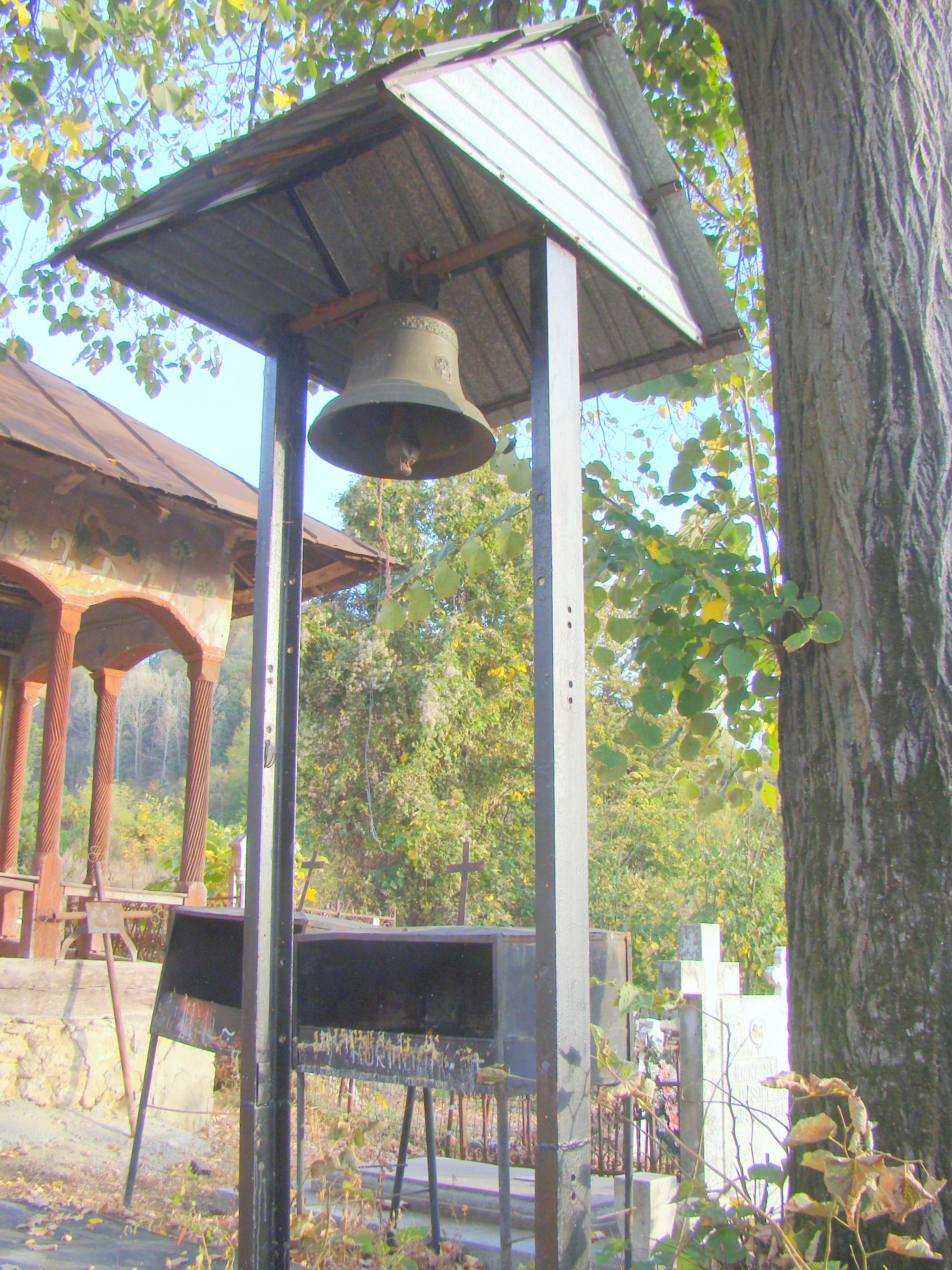
Clopotnița

Biserica de lemn din satul Plopșoru, comuna Plopșoru, județul Gorj, a fost construită, probabil, la sfârșitul secolului al XVII-lea, sau începutul celui următor. Are hramul „Sfinții Voievozi”. Biserica se află pe lista monumentelor istorice sub codul LMI:  GJ-II-m-B-09368.

## Istoric și trăsături
Biserica de lemn se află în cimitirul satului Plopșoru; lăcașul de cult se află în paragină, ultimele reparații datând din 1978, iar de sub tencuielile căzute pot fi observate elementele vechi. Cel mai important este cadrul intrării: montanții sunt decorați cu un profil în frânghie, ce trece în pragul de sus în formă arcuită, deasupra crucii. De o parte și de alta a crucii este săpată o inscripție, greu lizibilă: „această sfântă biserică s-au făcut ...de popa Ion Plopșoreanu ...”. Grafia este comună sfârșitului de veac XVII sau începutul celui următor.
O renovare majoră a avut loc în anul 1861: înălțarea pereților, tencuirea pereților la interior și exterior, prefacerea bolții, astfel încât, în prezent, acoperirea interioară cuprinde un tavan drept peste pronaos, boltă în leagăn peste naos, semicilindru și fâșii curbe, peste altar. Tot atunci a fost făcut și soclul de zid, mai înalt la absidă și pridvor, din cauza denivelării terenului, în unele locuri temelia rămânând pe pământ.
Prispa și clopotnița au fost adăugate tot în anul 1861, an în care și pereții au fost pictați, câteva panouri de pictură existând și la exterior.
Tâmpla este pictată pe tencuială, și este formată din frize de icoane, la cele împărătești fiind trecuți platnicii.
Bunuri din patrimoniul originar al bisericii au ajuns în colecția muzeală de la Mănăstirea Polovragi; dintre acestea se remarcă icoana cu două fețe, Nașterea Domnului, respectiv Apostolul Andrei, care poate fi datată din aceeași perioadă în care a fost realizat și cadrul intrării.
În anul 1978, biserica, folosită acum drept capelă de cimitir, a fost acoperită cu tablă.

## Imagini din exterior

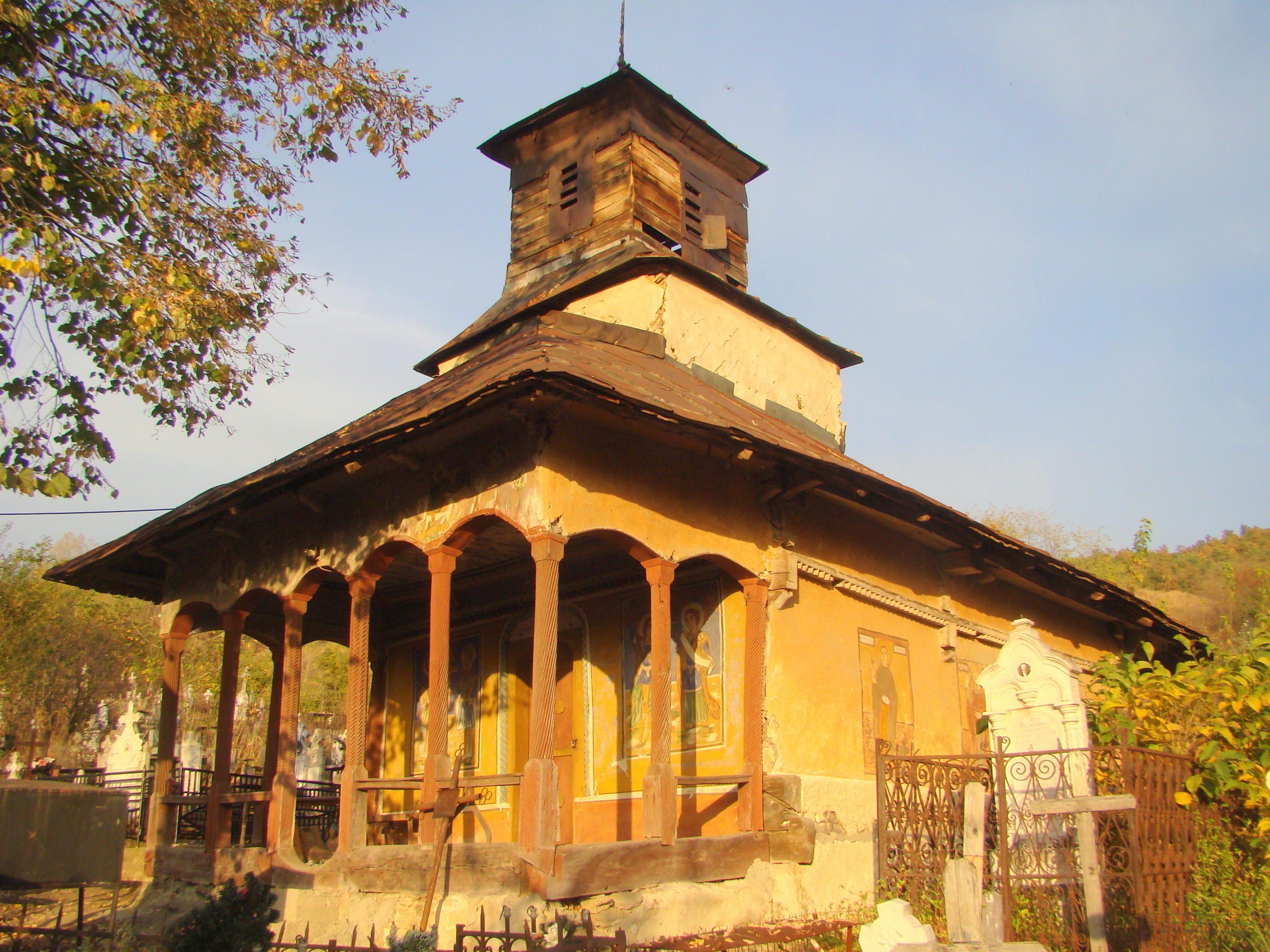
Biserica (sud-vest)
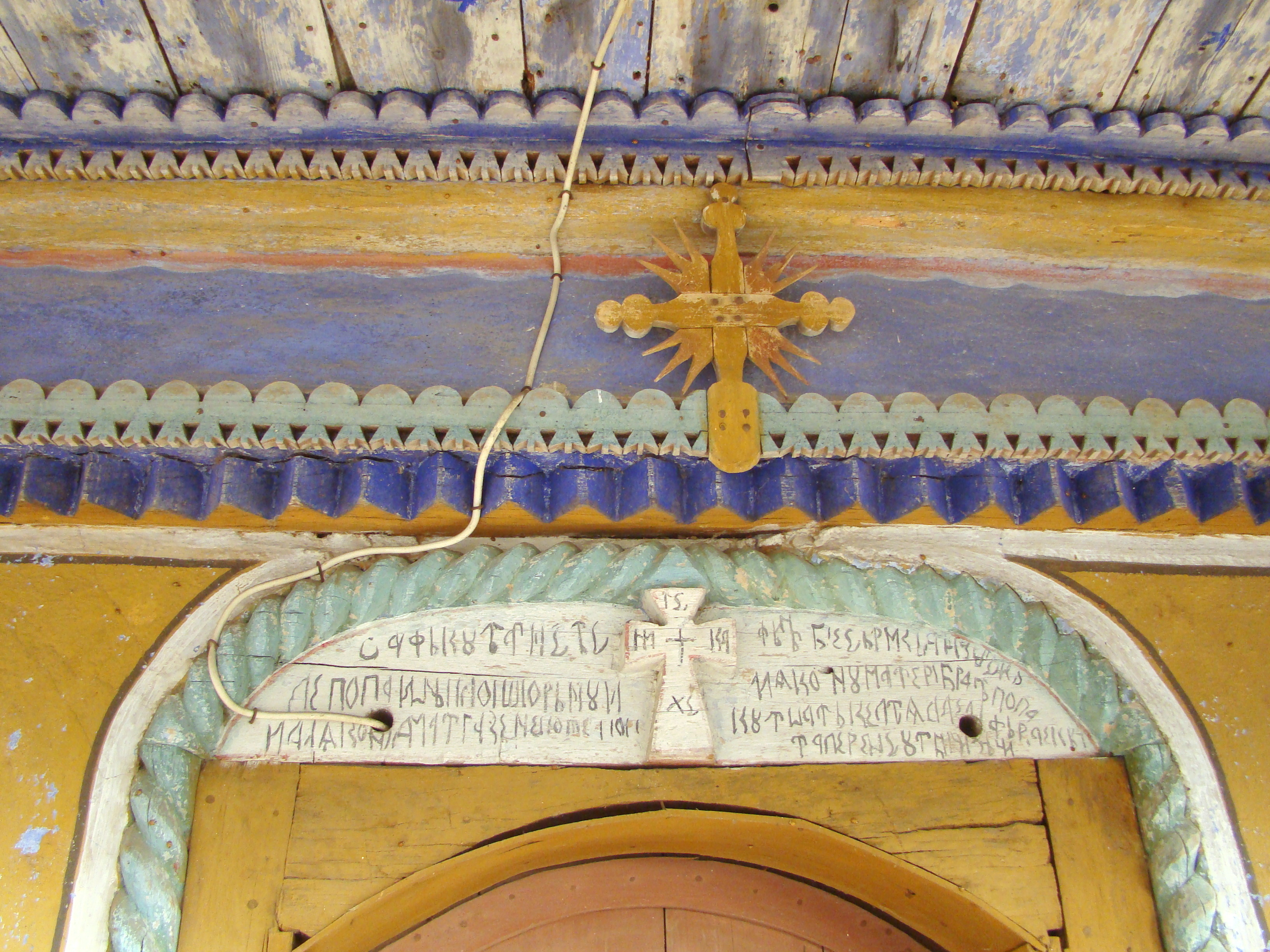
Inscripţia deasupra intrării, mărginită, la partea superioară, de cornișa zimțată
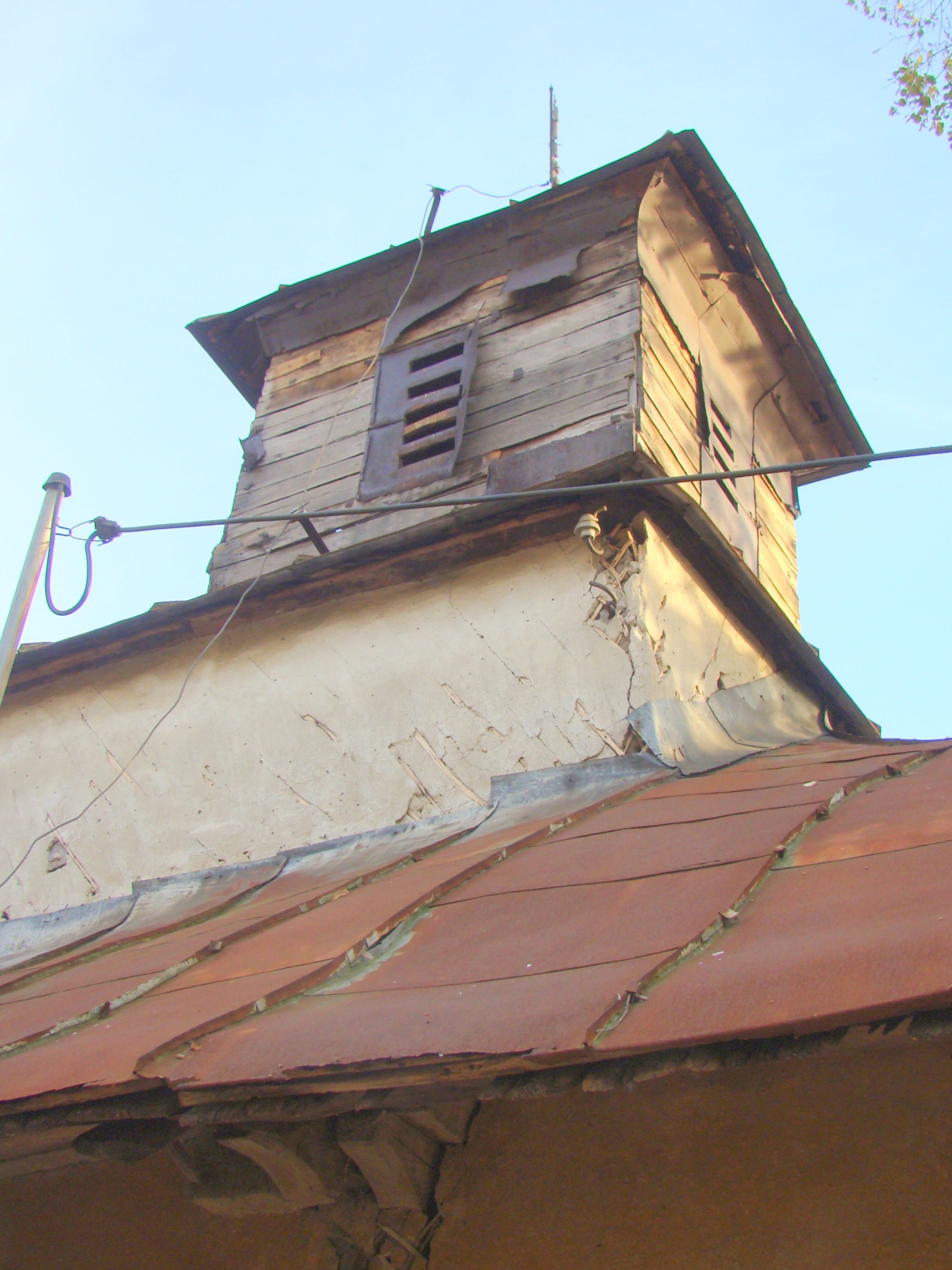
Turnul
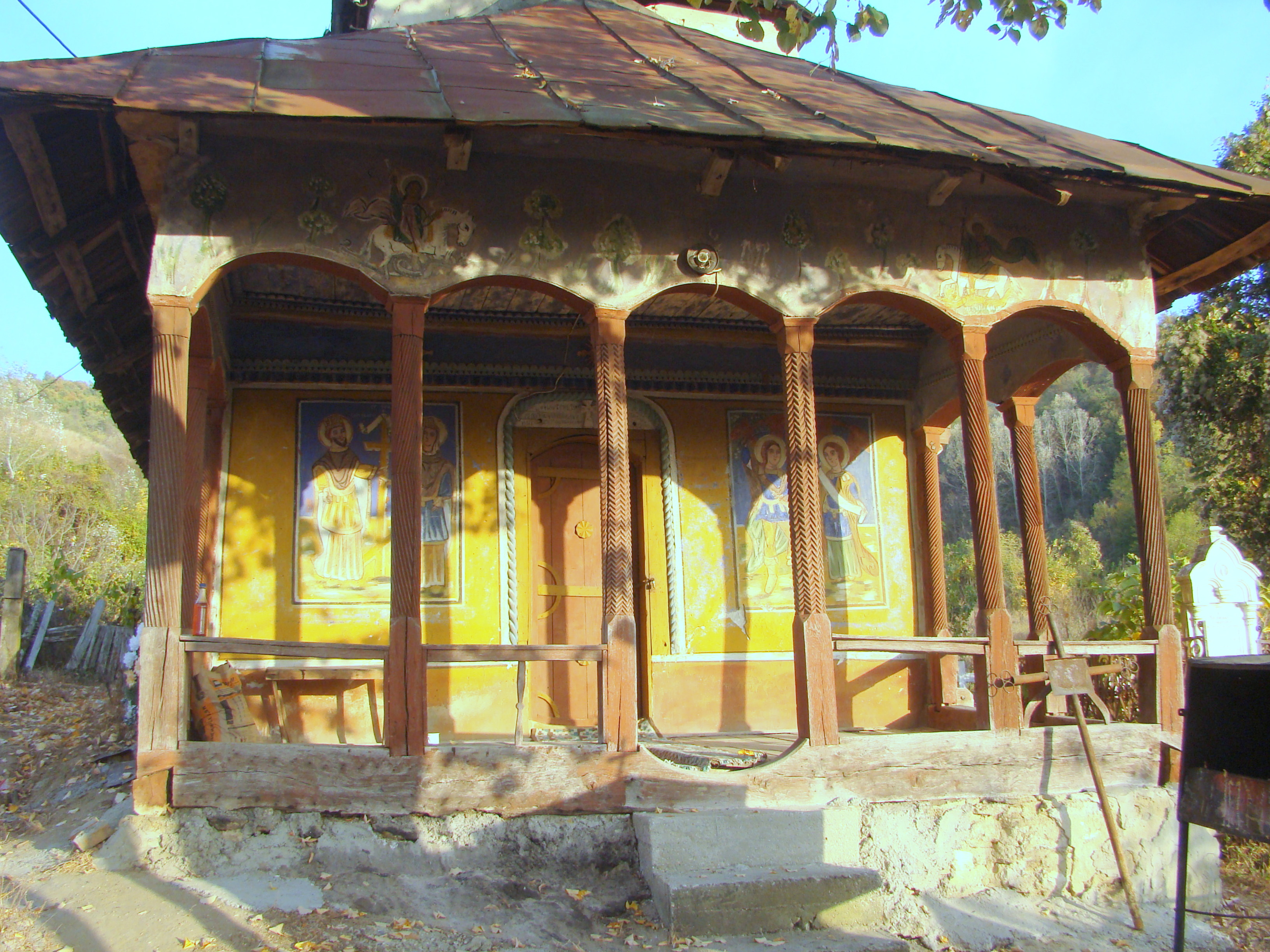
Prispa
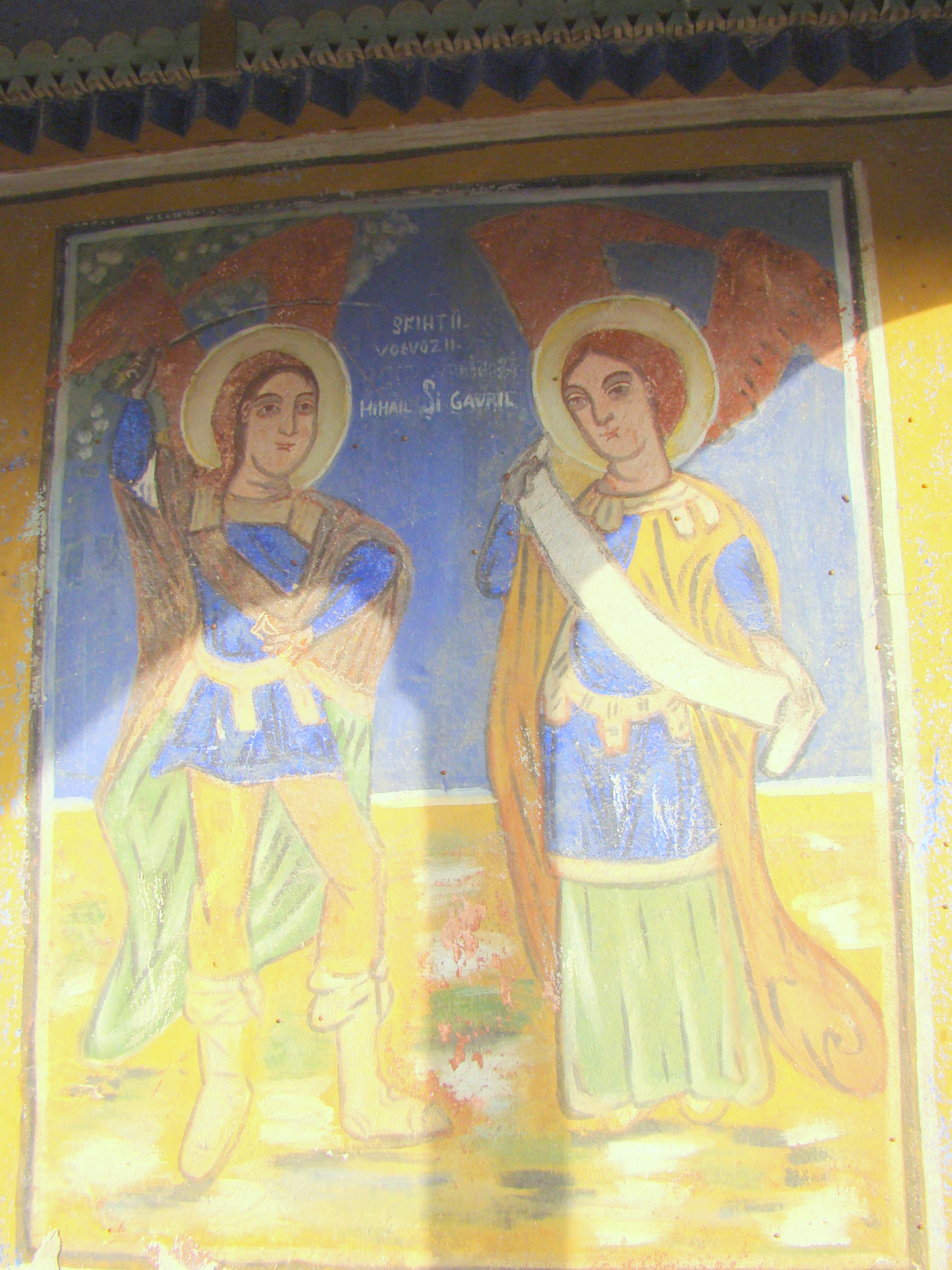
Sfinții Voievozi
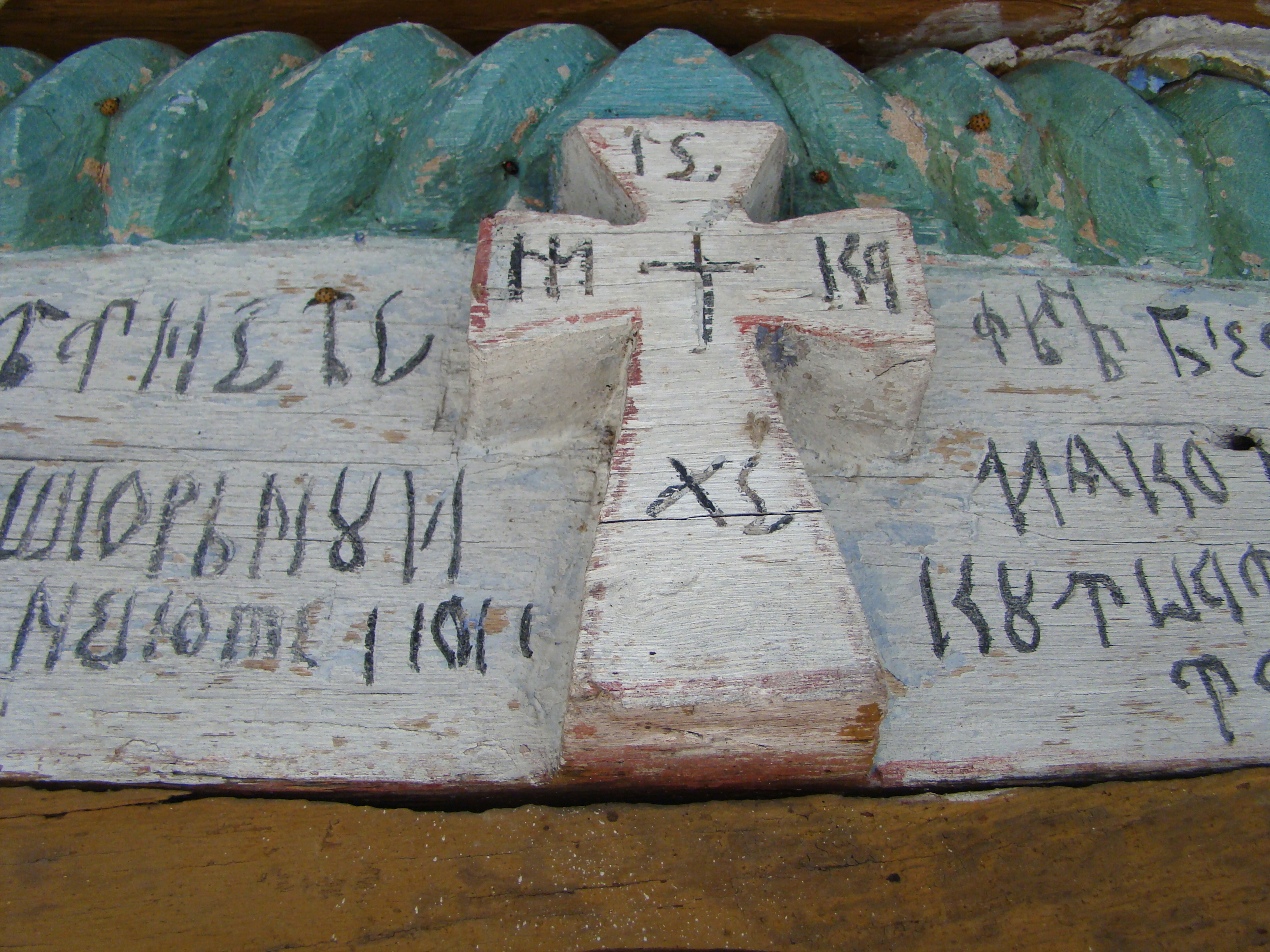
Inscripția (detaliu)
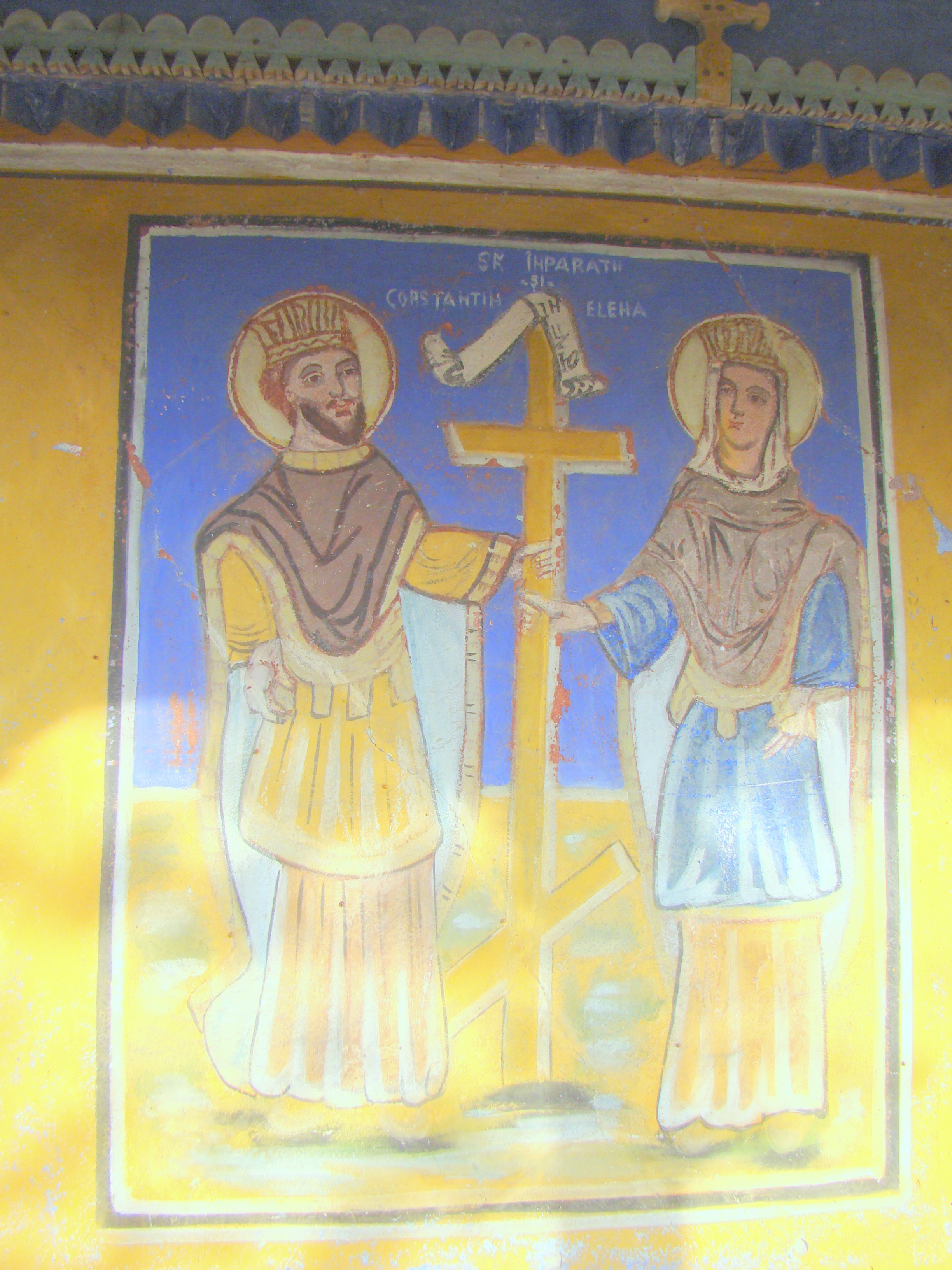
Sfinții împărați Constantin și Elena
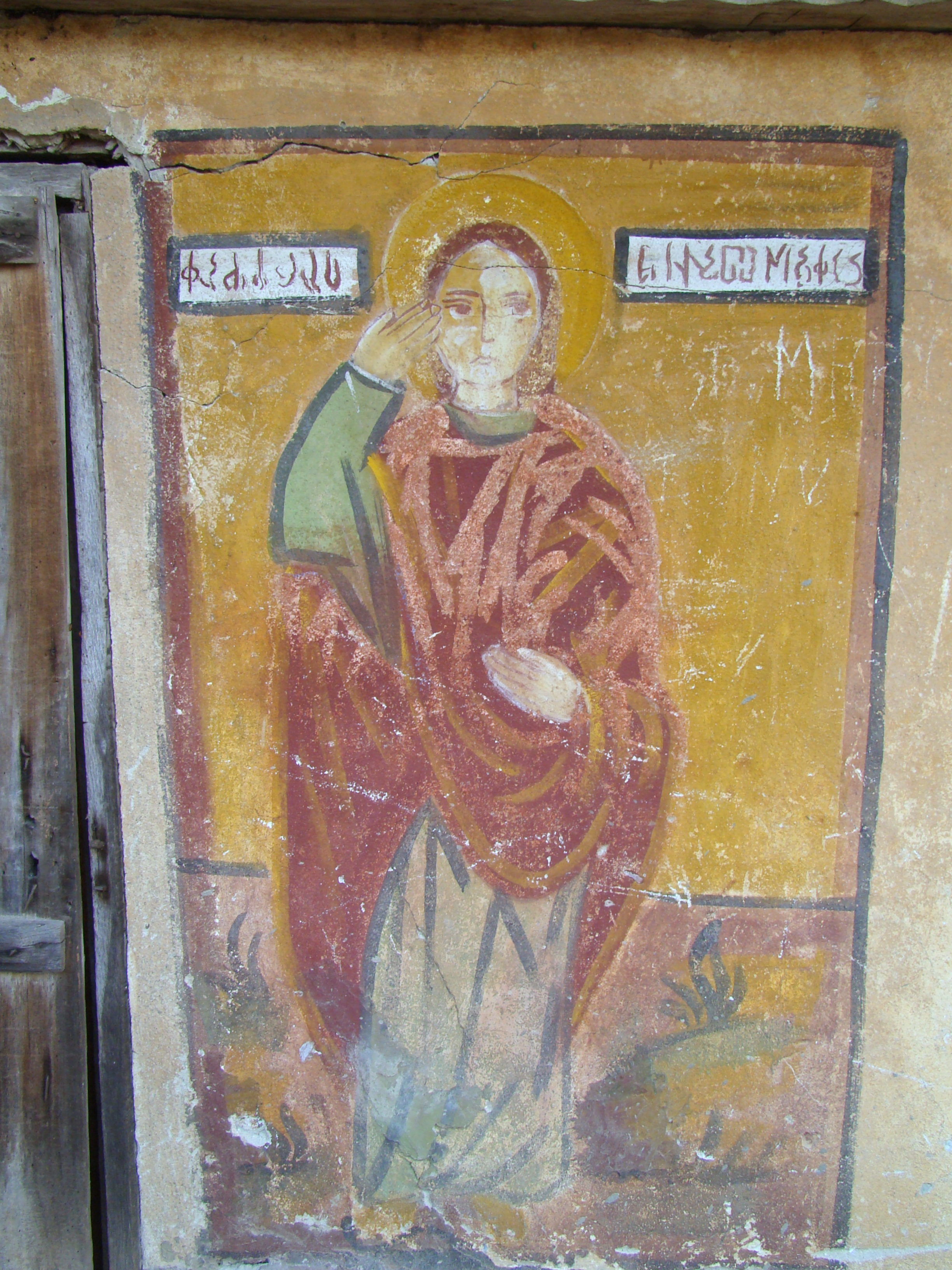
Pictură exterioară
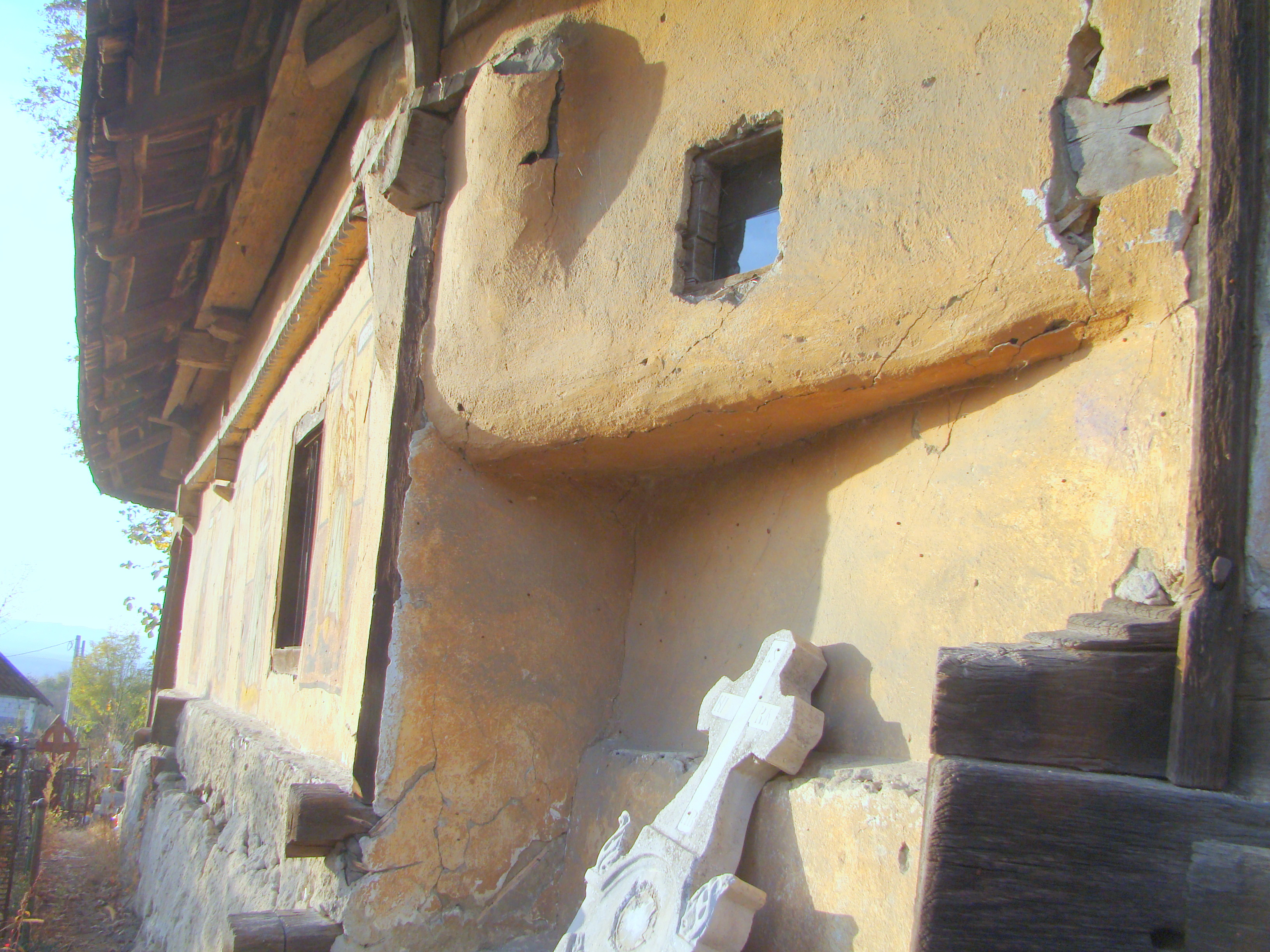
Latura de sud, cu altarul retras în partea de jos, pentru formarea diaconiconului şi consolele tencuite
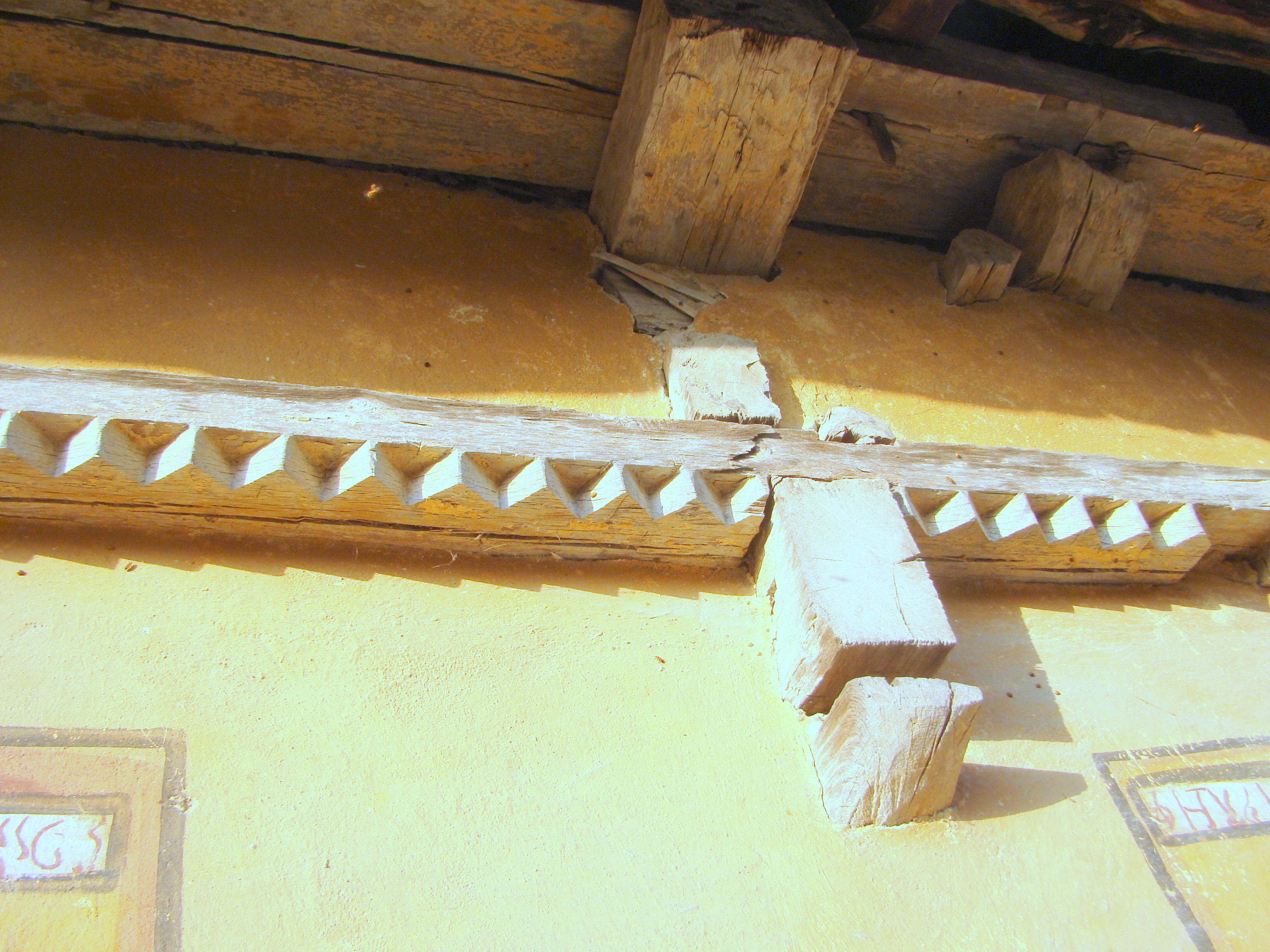
Cosoroaba zimţată sub streaşină
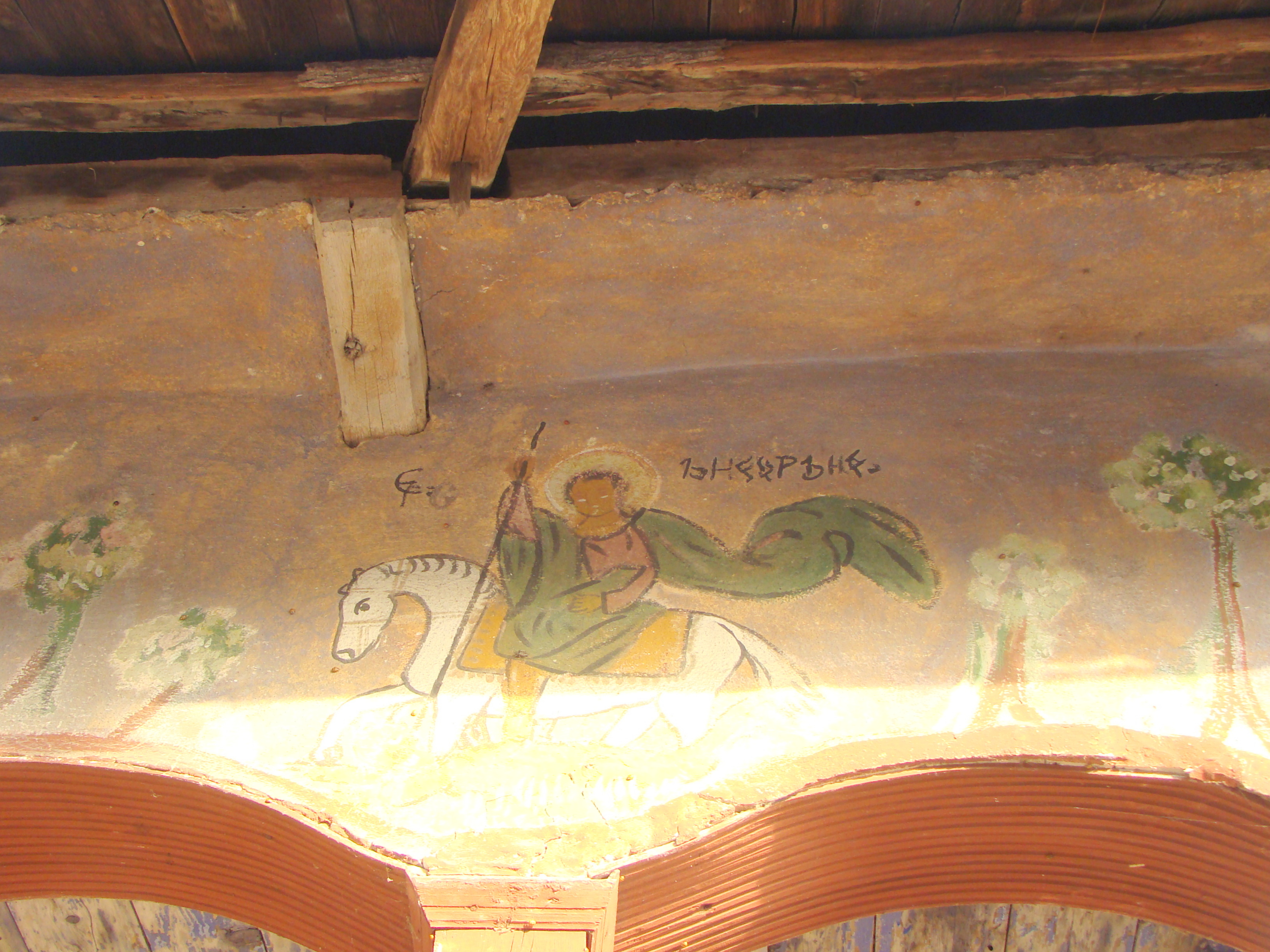
Sfântul Mare Mucenic Gheorghe
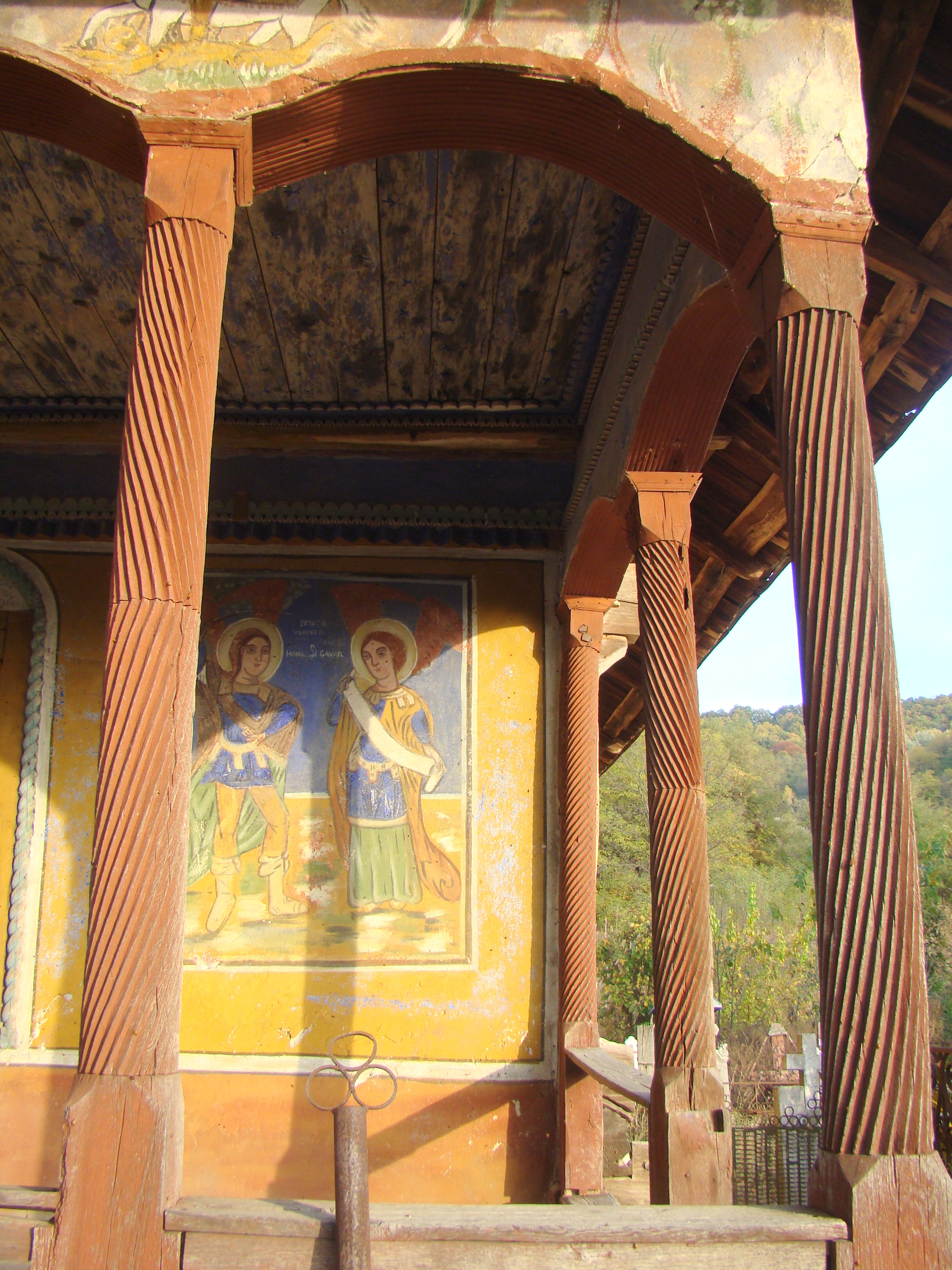
Stâlpi de colţ, în torsadă, la prispă
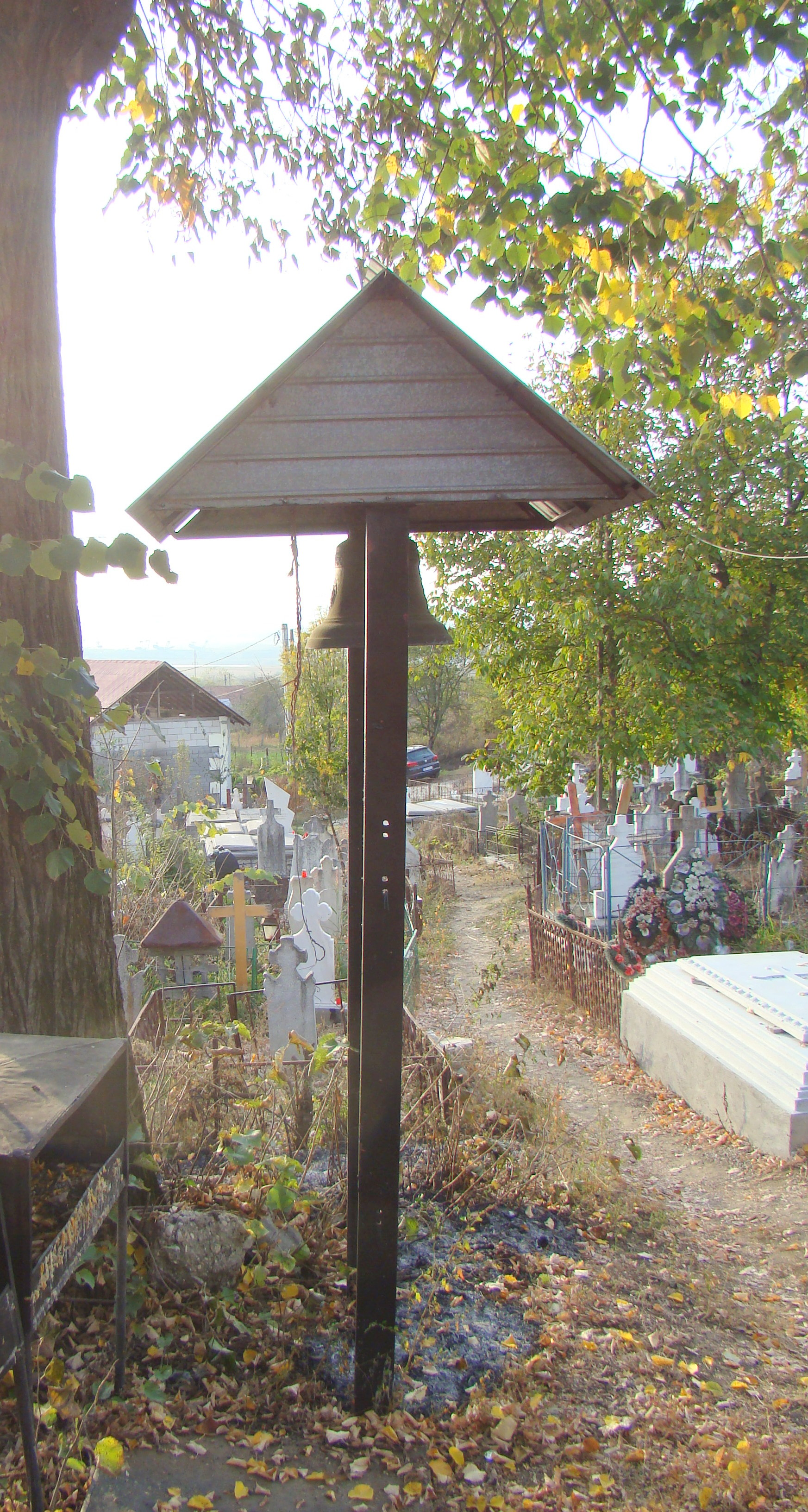
Clopotnița
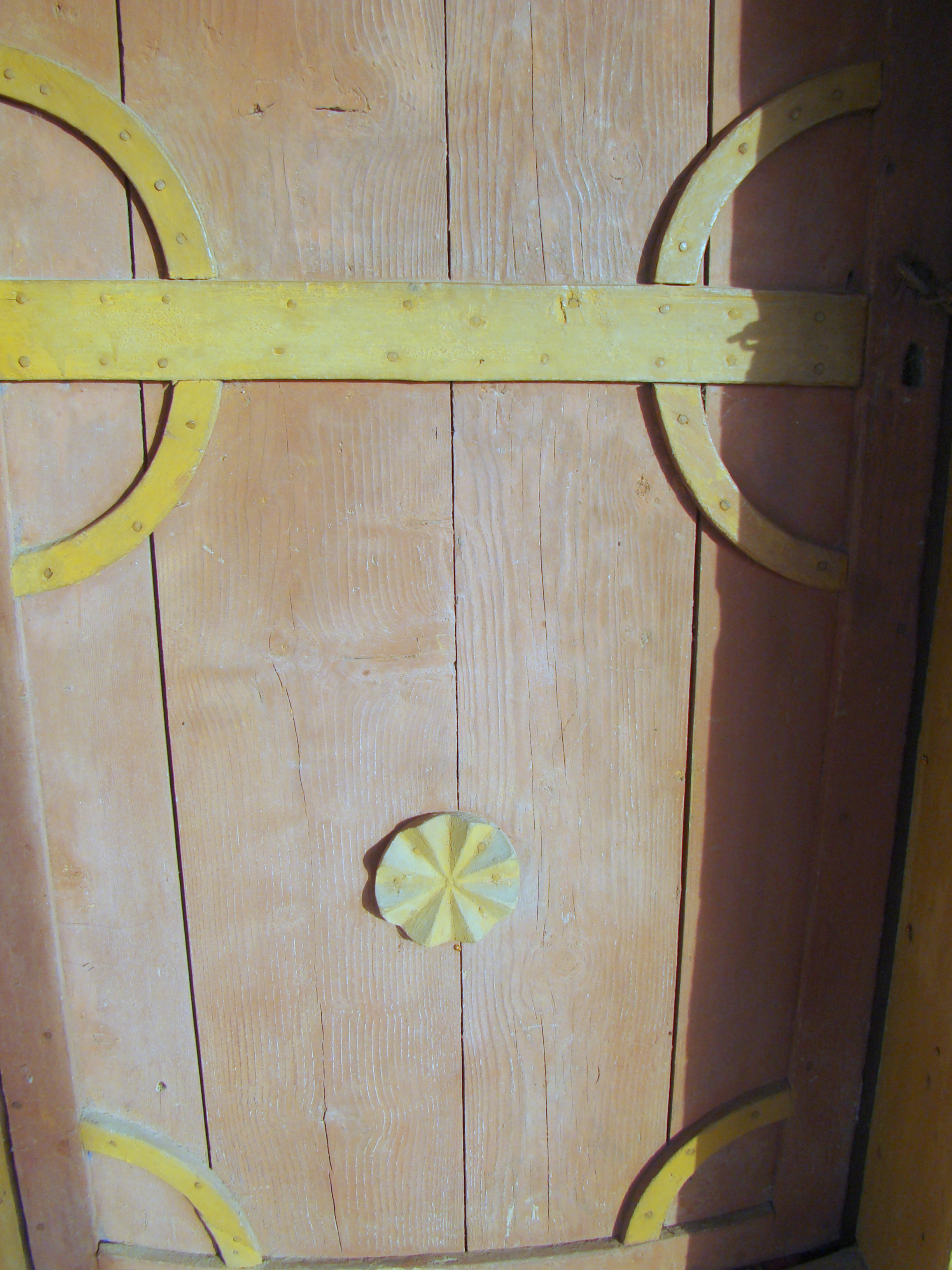
Ușa bisericii (detaliu)
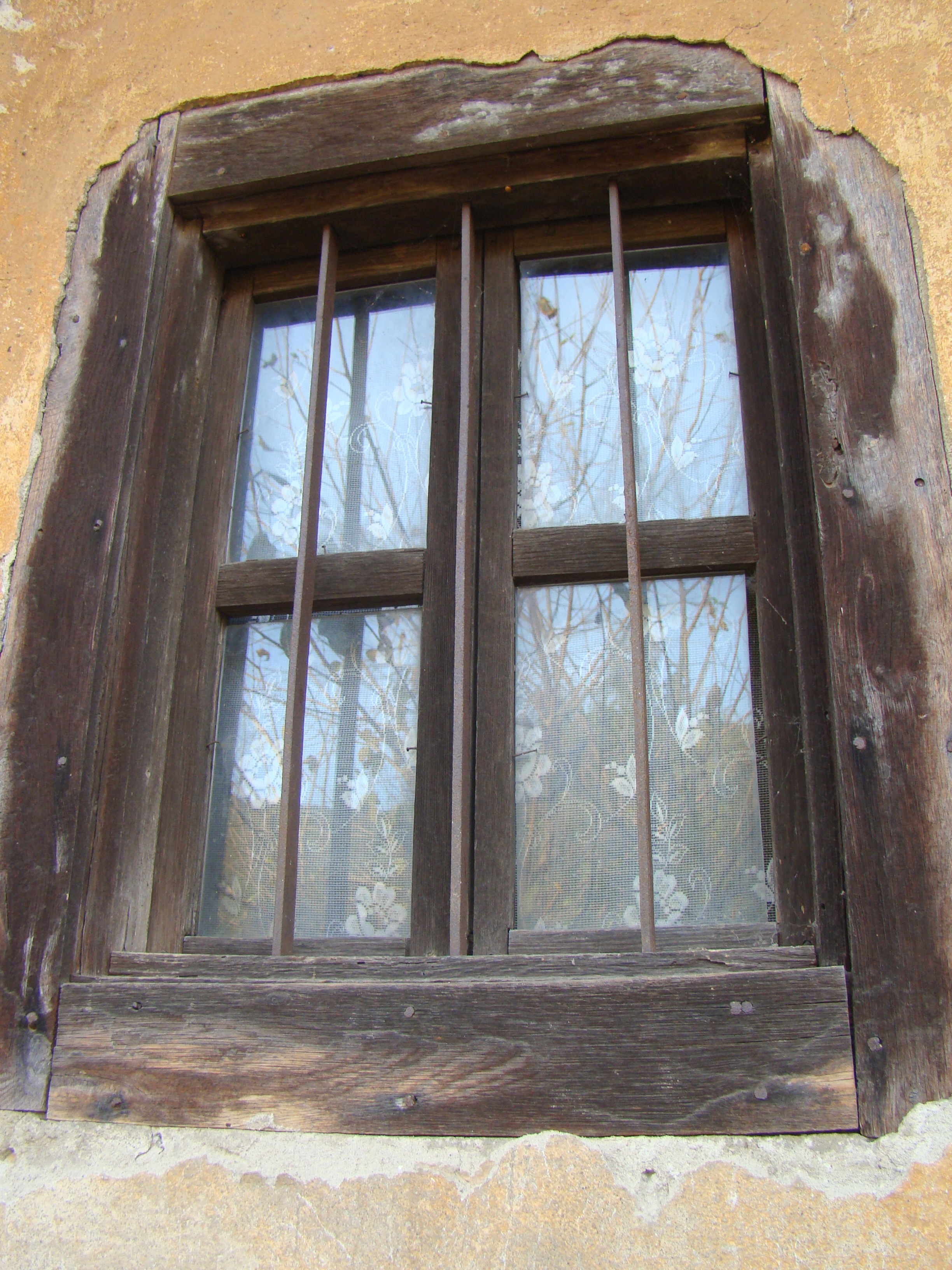
Fereastră
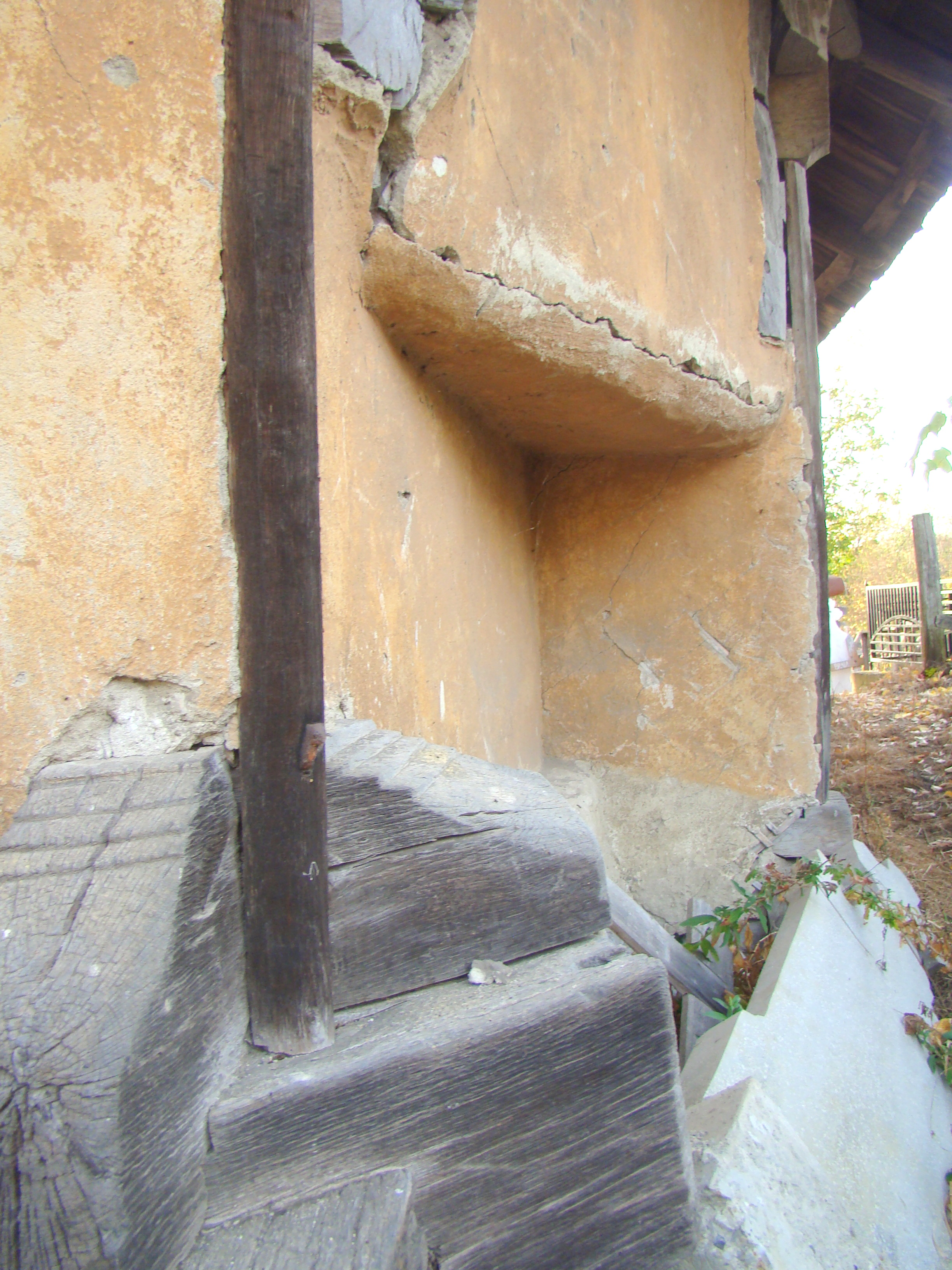
Latura de nord, cu altarul retras în partea de jos, pentru formarea proscomidiei